# SN 2005gj
SN 2005gl var en supernova, uppskattningsvis 864 miljoner ljusår från jorden. Den upptäcktes den 29 september 2005 av Sloan Digital Sky Survey och Nearby Supernova Factory.

### Fotnoter
1. ↑  
G. Aldering, et al. ”Nearby Supernova Factory Observations of SN 2005gj: Another Type Ia Supernova in a Massive Circumstellar Envelope”. sid. 2. http://repositories.cdlib.org/cgi/viewcontent.cgi?article=4934&context=lbnl. Läst 26 april 2009.